# ECLAMC
ECLAMC: Estudio Colaborativo Latinoamericano de Malformações Congênitas (em Portugal congénita) é um acordo de colaboração entre centros de pesquisa que envolve um conjunto de hospitais da América Latina para realização de estudos sistemáticos de recém nascidos portadores de malformações ou anomalias congênitas. Utiliza praticamente o estudo de casos pareados ou seja examinando simultaneamente as características portadores de malformações e recém nascidos normais da mesma maternidade.
Fazem parte do ECLAMC em mais de 100 hospitais distribuídos por 9 países sul-americanos entre os quais o Brasil; Chile; Uruguai; Argentina. Criado em 1987 o grupo é credenciado pela Organização Mundial da Saúde , como Centro Colaborador para a Prevenção das Malformações Congênitas, desde 1991. Há décadas, o grupo desenvolve seus trabalhos de investigação clínica e epidemiológica das anomalias congênitas, visando a sua prevenção mediante a investigação de causas, vigilância epidemiológica de malformações e ações de educação médica populacional.

## Genética no Brasil

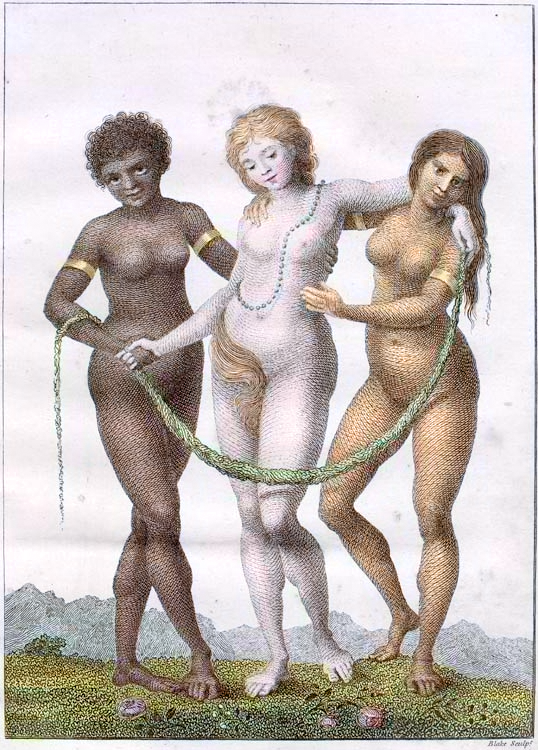
Alegoria das raças humanas por William Blake, 1796

O Brasil representa a metade de América do Sul e a um terço de América Latina, tendo aproximadamente 190.759.823  milhões de habitantes. A estrutura genética da população é muito complexa, com uma composição tri-híbrida a partir de descendentes das populações indígenas (de origem exclusivamente mongolóide praticamente) de origem africana (como escravos e de origem européia) brancos colonizadores portugueses e espanhóis em sucessivas ondas migratórias com diversos diversos segmentos isolados, e uma grande maioria panmitica.
A incidência defeitos congênitos no Brasil vem aumentando progressivamente, tendo passado da quinta para a segunda causa dos óbitos em menores de um ano entre 1980 e 2000.
Os serviços genéticos são oferecidos em 64 centros genéticos, metade deles públicos integrados ao Sistema Único de Saúde – SUS e/ou universidades.
Destacam-se três ações principais da saúde pública promovidas pelo governo federal foram empreendidas na última década, visada finalmente a prevenção dos defeitos congênitos: Através do SINASC Sistema de Informações de Nascimentos do Ministério da Saúde, desde 1999 todos defeitos congénitos são relatados para todos os 3 milhão nascimentos anuais; diversas estratégias da vacinação visam a erradicação do rubéola, e as farinhas do trigo e do milho são fortificadas com ácido fólico.

## Ver também

DNA